# La Fornarina
La Fornarina (znany także jako Portret młodej kobiety) – obraz włoskiego malarza i architekta renesansowego Rafaela Santiego, wykonany ok. 1520 rokiem. Znajduje się obecnie w Galleria Nazionale d’Arte Antica w Rzymie.
Prawdopodobnie obraz był w warsztacie malarza po jego śmierci w 1520, a następnie został zmodyfikowany i sprzedany przez pomocnika artysty Giulio Romano.
Kobietę tradycyjnie identyfikuje się z Margheritą Luti, która została kochanką Rafaela podczas jego pobytu w Rzymie. Nie jest to jednak wersja potwierdzona, ponieważ w XVIII-wiecznych Włoszech sformułowaniem „La Fornarina” potocznie i pieszczotliwie nazywano kochanki. Zwolennicy hipotezy utożsamiającej sportretowaną kobietę z Margharitą Luti podejrzewają, że obraz ten stanowił rodzaj prezentu ślubnego. Postać została przedstawiona w orientalnym turbanie, z odsłoniętymi piersiami, trzymająca rękę w okolicach klatki piersiowej. Nagie ciało przykrywa przeźroczysty welon. Kobieta na obrazie jest jednocześnie niewinna i zmysłowa. W tle znajdują się pigwa pospolita, wawrzyn i mirt, symbolizujące idee miłości, czystości i wierności małżeńskiej. Na lewym ramieniu widnieje wąska wstęga z podpisem artysty – Raphael Vrbinas.
Historycy sztuki i uczeni debatują nad tym, czy prawa ręka na lewej piersi nie jest ułożona na guzie nowotworowym, ukrywając go tym samym w klasycznej pozie miłości. Szczególne, ustalone spojrzenie młodej kobiety przyczynia się do nienaturalności całej kompozycji.
Przeprowadzona analiza promieniowaniem rentgenowskim pokazała, że malując tło Rafael wzorował się na Portrecie Ginevry Benci Leonarda da Vinci.